# Galaxy Studios
Die Galaxy Studios sind ein in Europa führendes belgisches Tonstudiounternehmen, dessen Ursprung ins Jahr 1980 zurückreicht. Inzwischen sind das Kerngeschäft ausweitende Firmen hinzugekommen.

## Geschichte
Im Alter von 18 beziehungsweise 15 Jahren gründeten die Brüder Wilfried und Guy Van Baelen im elterlichen Hinterhof in Mol 1980 ihr erstes Musikstudio. Als angemeldetes Gewerbe galt das „Studio Galaxy“ offiziell erst 1982, als es an einen geeigneteren Standort umgezogen war. Bis Ende der 1980er-Jahre entwickelte es sich zu einem der populärsten und hoch angesehensten Aufnahmestudios in Belgien. Weil es nicht geräumig genug für Orchestereinspielungen war, wurden derartige Aufnahmen in London durchgeführt. Dabei machte Wilfried Van Baelen die Erfahrung, dass es oft Störgeräusche durch Nachbarstudios und Klimaanlagen gab. Außerdem war die Raumakustik nicht immer optimal. Auch fand er es unpraktisch, dass die Studios oft nur auf eine ganz bestimmte Musikstilrichtung ausgerichtet waren. Als zuletzt noch die Kosten für Anreise, Unterkunft und Studiomiete explodierten, entschlossen sich die Brüder nach zehnjähriger Erfahrung zur Expansion. Ihr idealer Studio-Komplex sollte das beste Equipment, die neuesten technischen Errungenschaften, die perfekte Schalldämmung, einen teuren Instrumentenfundus sowie heimelige Komfortzonen und einen Rund-um-die-Uhr-Wartungsdienst aufweisen. Mit wissenschaftlichen Beratern, hochqualifizierten Ingenieuren und erfahrenen Facharbeitern ging es an die Umsetzung des ambitionierten Projektes.

## Konstruktion
1992 wurde mit der Errichtung begonnen und nach drei Jahren Arbeit, die 15 Millionen Dollar verschlang, waren die neuen Galaxy Studios fertiggestellt. Aber erst 1999 stand der Multifunktionsbau in voller Blüte. Eines der außergewöhnlichen Merkmale dieser maßgeschneiderten, voll klimatisierten Anlage mit angrenzenden Wohngelegenheiten ist die Tatsache, dass das aus Betonbunkereinheiten bestehende Gebäude auf speziell entwickelten Metallfedern aufsitzt, um eine annähernd totale akustische Absperrung zwischen den verschiedenen Räumen zu gewährleisten. Im Endeffekt beträgt die Resonanzfrequenz weniger als drei Hertz. Auch die Akustik sämtlicher Aufnahmebereiche und Kontrollräume ist einmalig. Die Kernanordnung besteht aus einem 330 Quadratmeter großen Live-Aufnahme-Saal, der von fünf Kontrollräumen umgebenen ist, denen wiederum jeweils ein 100 Quadratmeter großer separater Aufnahmeraum nebst Vokalkabine zugeordnet ist. Vier der Raumgruppen profitieren dabei vom Tageslicht, das durch elf Zentimeter dicke Glastrennwände – wie sie zuvor noch nie hergestellt worden waren – hinein filtert. Die digitalen und analogen Mehrfachspuren-Aufnahmegeräte sind in einem zentralen Geräteraum untergebracht; somit kann man eine x-beliebige Kombination der Geräte an jeden der Kontrollplätze koppeln. Die Schalldämpfung der Galaxy-Kontrollräume und -studios beträgt 100,7 Dezibel. Um diesen bislang unübertroffenen Wert trotz nur 60 Zentimeter Abstand zwischen den Wänden jeder Raumeinheit zu erreichen, wurden außer den enorm dicken Glasscheiben statt einer Verbindungstür mindestens drei lärmschluckende Durchgangstüren benötigt. Die Klimaanlage ist nicht hörbar, was dem Einsatz extrem großer Luftkanäle und einem „Labyrinthschalldämpfer“ zu verdanken ist. Im Ergebnis besteht eine Atmosphäre, in der man tatsächlich das Fallen einer Stecknadel aufnehmen könnte.

## Ausstattung
Galaxy war das erste Tonstudio Europas, das (im Kontrollraum 3) über das von der Firma Solid State Logic entwickelte Mischpult „SSL 9080 J“ mit 8-Spur-Monitor-Panel, Ultimation, Total Recall (80 Kanäle), Genelec Sound und Subwoofer verfügte. Somit war man exklusiv in der Lage, auf DVD oder Super-Audio-CD aufzunehmen. Die voneinander abweichenden Erstausstattungen der übrigen Kontrollräume waren kaum weniger modern. Den Künstlern standen (und stehen noch) außerdem zahlreiche elektronische Klangerzeugungsgeräte sowie ein Steinway-Flügel zur Verfügung.

## Ausbau
Im Jahr 2005 entwickelte Wilfried Van Baelen das Auro-3D-Verfahren, das auf der Basis des bekannten 5.1-Surround-Formats funktioniert, aber aufgrund von vier zusätzlichen Lautsprechern oberhalb der Front- und Surround-Lautsprecher, als 3D-Hörerlebnis wahrgenommen wird. Er gründete hierfür die Firma Auro Technologies, die ebenfalls auf dem Galaxy-Gelände ansässig ist, was weitere Baumaßnahmen erforderte. 2012 begannen sie, sind aber mit der Fertigstellung des Vorführsaals „AuroTorium“ noch nicht abgeschlossen, weil noch weitere Einrichtungen, wie zum Beispiel ein Vertonungsstudio folgen werden.
Das Auro-3D-Verfahren findet sowohl im Film- als auch Musikbereich Anwendung. Mando Diao, die schwedische Rockband, die mit Dance with Somebody 2009 einen Hit landete, brachte 2014 mit Ælita die erste Popproduktion im Auro-3D-Verfahren heraus.

## Künstler
Zu den Künstlern, die im Galaxy aufnahmen, gehören Rammstein, K’s Choice, dEUS, David Garrett, Patricia Kaas, James Last, The Kelly Family, Lauryn Hill und Joni Mitchell. Mehrere Alben von Peter Maffay und von Manowar wurden hier abgemischt oder remastered. Ansonsten haben auch schon Die Ärzte, die Scorpions, a-ha, Primal Fear und In Flames soundtechnische Dienste des Studios in Anspruch genommen.